# Hispano-Suiza 14 HP
Der Hispano-Suiza 14 HP ist ein spanisches Pkw-Modell. La Hispano-Suiza stellte die Fahrzeuge in Barcelona her.

## Beschreibung
Marc Birkigt entwickelte das Fahrzeug. Es hatte einen Vierzylindermotor mit einem Hubraum von 2413 cm³ (Bohrung 80 mm, Hub 120 mm). Der wassergekühlte Motor war vorn im Fahrgestell eingebaut. Er trieb über eine Kardanwelle und ein Differential die Hinterachse an. Das Getriebe hatte wahlweise drei oder vier Gänge. 60 km/h Höchstgeschwindigkeit sollen zu erreichen gewesen sein.
Das Fahrgestell hatte je nach Ausführung zwischen 226 cm und 269 cm Radstand. Die Spurweite betrug einheitlich 123 cm. Als Karosseriebauform ist ein Tonneau auf dem kurzen Radstand überliefert. Das Fahrgestell wog 600 kg und das Komplettfahrzeug 800 kg. Außerdem gab es Doppelphaeton, Phaeton, Limousine, Landaulet und Kastenwagen.
Nachfolger wurde der Hispano-Suiza 12–15 HP.

## Produktionszahlen
1904 wurden zwei Fahrzeuge hergestellt. Sie erhielten die Nummern 1 und 2 und waren somit die ersten Serienfahrzeuge des Herstellers. 1905 entstanden sechs Fahrzeuge und 1907 weitere sechs, insgesamt also 14 Fahrzeuge. Angeboten wurde das Modell dagegen von 1904 bis 1908.
Die Bestellung für das erste Fahrzeug wurde am 1. Juli 1904 bekanntgegeben. Es wurde am 2. November 1904 an Ciriaco Irigoyen in Vallada in der argentinischen Provinz Santa Fe ausgeliefert. Ebenfalls im Juli 1904 bestellte Enrique Bartroli ein Fahrzeug und erhielt es Anfang Dezember 1904 mit einem Aufbau als Tonneau vom Karosseriebauunternehmen José Farré. Dazu gab er einen Gebrauchtwagen in Zahlung.